# Rubus pubifolius
Rubus pubifolius är en rosväxtart som beskrevs av Liberty Hyde Bailey. Rubus pubifolius ingår i släktet rubusar, och familjen rosväxter. Inga underarter finns listade i Catalogue of Life.